# Les Semeurs d'abîmes
Ne doit pas être confondu avec Les Semeurs de givre.
 (mars 2017).
Les Semeurs d'abîmes est un roman de science-fiction écrit par Serge Brussolo, paru en 1983.
Le roman est paru aux éditions Fleuve noir, dans la collection Anticipation, avec une illustration de Peter Goodfellow,  (ISBN 2-265-02369-8). Il a obtenu le prix Apollo en 1984.
Il a été réédité en 1994 dans la même collection, puis aux éditions Vauvernargues en 2005 dans le cadre de l' Intégrale Brussolo.
Le roman fait suite à deux précédents ouvrages, Puzzle de chair dans lequel l'auteur faisait référence à la greffe des jambes et des bras, et Le Carnaval de fer.

## Thème du roman
Dans Les Semeurs d'abîmes, l'auteur évoque le cas des « tatouages mobiles », obtenus grâce à une encre tirée de la sueur acide de mutants, soigneusement gardés (un nouveau métier s'est créé, les « chasseurs d'enzyme »). Les tatouages ont la possibilité de se déplacer sur le corps de leurs propriétaires.
Tout le monde veut se faire tatouer de tels tatouages.
Mais un jour, on découvre que ces tatouages mobiles passent d'un corps à un autre, tout en brûlant et perçant, à cause de l'acide, le derme de leurs porteurs.
Il faut donc trouver un antidote avant que les centaines de millions de tatoués meurent, d'autant plus qu'à l'instar des tatouages, leurs porteurs se mettent eux aussi à migrer dans un mouvement incoercible. Des millions de gens tatoués se mettent à marcher sur les routes, sans objectif ni but, dans une folie migratoire mortelle, avec pour conséquence possible la fin de notre civilisation basée sur la sédentarité.
L'héroïne, Lise, qui est une ancienne tatoueuse et qui comprend que sans antidote elle va mourir, n'a que peu de temps pour trouver cet antidote...